# Agustín Vial Santelices
Agustín Juan María Vial y Santelices (Concepción, 27 de agosto de 1772 - 26 de junio de 1838, Santiago) fue un abogado, político y juez chileno. 
Hijo de Manuel José de Vial Jarabeitía y María Mercedes Santelices Aránguiz.
Casado con María del Rosario Formas, tuvo nueve hijos, de los cuales Manuel Camilo Vial, sería también un destacado político.
Estudió en la Real Universidad de San Felipe (1793) y en el Real Colegio de San Carlos.
Se tituló de abogado ante la Real Audiencia el 16 de abril de 1798.
Fue secretario interino de la Capitanía General en 1799, y Oficial Mayor en Propiedad en 1800. En 1802 sería alcalde de la Aduana de Valparaíso.
Luego del desastre de Rancagua en 1814, fue arrestado y desterrado al archipiélago Juan Fernández, volviendo a Chile luego de la victoria chilena en la Batalla de Chacabuco (1817). Sería desterrado por Bernardo O'Higgins, quien lo haría regresar luego de un año.
El 23 de diciembre de 1823, presentó al Congreso Constituyente el proyecto de Estanco del Tabaco, de su autoría.

## Cargos parlamentarios
- Primer Congreso Nacional de 1811: diputado propietario por Valparaíso.
- 30 de julio de 1811: secretario.
- Congreso Constituyente de 1823: diputado propietario por Santiago.
- Congreso Nacional (período 1828-1829): diputado por Chillán, debiendo incorporarse por enfermedad de Pedro Nolasco Mena y Ramírez Rivilla, pero no se presentó a jurar su cargo.
- Congreso Nacional de 1829: diputado por Talca.
- Congreso Nacional 1831-1834: senador por Maule.

30 de mayo de 1832: presidente del Senado.
- Congreso Nacional 1834-1837: senador.

## Otros cargos
El 9 de septiembre de 1826 fue investido vicepresidente, de Agustín Eyzaguirre Arechavala. También se desempeñó en dos ocasiones como ministro de hacienda.